# Aldealbar
Aldealbar es una localidad del municipio de Torrescárcela, en la provincia de Valladolid, comunidad autónoma de Castilla y León, España. Pertenece a la Comunidad de Villa y Tierra de Cuéllar, encuadrada en el Sexmo de Valcorba. Actualmente es una pedanía de la vecina localidad de Torrescárcela. Pertenece a la comarca de Campo de Peñafiel.
Aldealbar está situado en un valle, excavado en el páramo calizo por el Valcorba, con un caserío de piedra dispuesto a ambos lados del arroyo. La abundante vegetación y su recoleta disposición en el fondo del cañón hace de esta localidad uno de los enclaves más hermosos de la provincia de Valladolid.

## Historia
Aldealbar (o, como era conocida, Aldea del Val o Aldea Elvar) tuvo una gran presencia en el pasado dentro el sexmo del Valcorba, siendo una de las aldeas más pobladas según el censo de 1528 y con numerosas referencias en las ordenanzas de villa y tierra de Cuéllar de 1499. En 1446 el obispo de Segovia, en visita pastoral, anota la existencia de tres lugares para el culto en la aldea. La iglesia parroquial de san Pedro en buen estado y para la que se autorizan unas obras. La ermita de san Sadornin, que dispone de una buena granja y la ermita de san Juan abandonada y cuyas campanas están en el vecino pueblo de Cogeces.
De este patrimonio se conserva parte de las dos iglesias, derruidas una a cada lado del pueblo y que la gente del pueblo conoce como «los castillos». La más visible corresponde a la iglesia de san Pedro de la que se tiene múltiple documentación. La ermita de san Sadornin correspondería a la actual parroquia. La ermita de san Juan sería una pequeña iglesia románica de la vecina población de Muriel similar en forma y datación a la de la próxima Santibáñez de Valcorba. Muriel fue una población conocida desde 1247 y que se despobló probablemente con la crisis del siglo XIV, trasladándose la población a Aldealbar. Los vecinos de Aldealbar usaron la iglesia de san Juan de Muriel como ermita, hasta el siglo XIX cuando se hundió.
En 1439, junto con otros pueblos del sexmo de Valcorba y de Montemayor (La Pililla, que ahora se llama Montemayor, Santiago, San Miguel del Arroyo, El Caño, Casarejos, Cogeces del Monte, Aldealbar, Santibánez, La Mata y Perosillo, con todos sus términos y jurisdicción) fue separada momentáneamente de villa y tierra de Cuéllar debido a sucesivas donaciones y compras por parte tanto de Álvaro de Luna como del rey Juan II, padre de la reina Isabel. Todas las poblaciones volvieron a la comunidad al final del siglo XV.
En 1785 contaba con 24 vecinos (familias) y se indica la producción de lienzos de cáñamo. El diccionario de Madoz de 1845 refiere que Aldealbar tiene dos puentes, uno de tres ojos y de piedra sillería y otro de madera. Dispone de dos molinos harineros, uno de ellos perteneció a los monjes jerónimos. Son diversos los molinos o aceñas que han existido en el término de Aldealbar. En 1499 se citan los molinos de Alzapicos y el de Juan Álvarez momento en que los monjes jerónimos del próximo monasterio de S.ª M.ª de la Armedilla compran una amplia dehesa en el término. Quedan restos de todas estas construcciones además de uno más reciente en buen estado de conservación.
La actual parroquia de Aldealbar se denomina de la Virgen de los Remedios. La talla de la Virgen es conocida como "de las batallas" siendo de origen templario. Dispone de dos argollas en su base para amarrar a la montura del caballo ya que actuaba como abanderada durante las contiendas. A pesar de la importancia que tuvo en la Edad Media no existe especial documentación sobre este pasado castrense. La fiesta de la Virgen de los Remedios es la más importante del año y la función se celebra el último domingo de junio, alrededor de san Pedro, con procesión y verbenas.

## Evolución demográfica
| 1999 | 2000 | 2001 | 2002 | 2003 | 2004 | 2005 | 2006 | 2007 | 2008 | 2009 | 2010 | 2011 |
| 61   | 43   | 19   | 17   | 16   | 16   | 15   | 16   | 19   | 17   | 19   | 18   | 18   |

## Patrimonio natural
En el término de Aldealbar abundan los pinos piñoneros, sabinas y encinas y dispone de una gran riqueza micológica. En su gran masa arbolada dispone de abundante fauna destacando el jabalí, raposo, tasugo y lobo. No hay que olvidar la pasada riqueza cangrejera del arroyo Valcorba. “El Pinar de Aldealbar” es uno de los 4 únicos cotos de caza regionales de toda Castilla y León.
Existen en el término diversidad de simas, grutas y cuevas. Algunas están vinculadas con leyendas locales como la conexión de una de ellas con san Miguel del Arroyo o la cueva de la Mora, en relación con la fuerte presencia Mudéjar en Cuéllar y su alfoz. Conectado con esta especial geología Aldealbar dispone de canteras de una piedra de gran blancura y calidad conocidas desde antiguo.

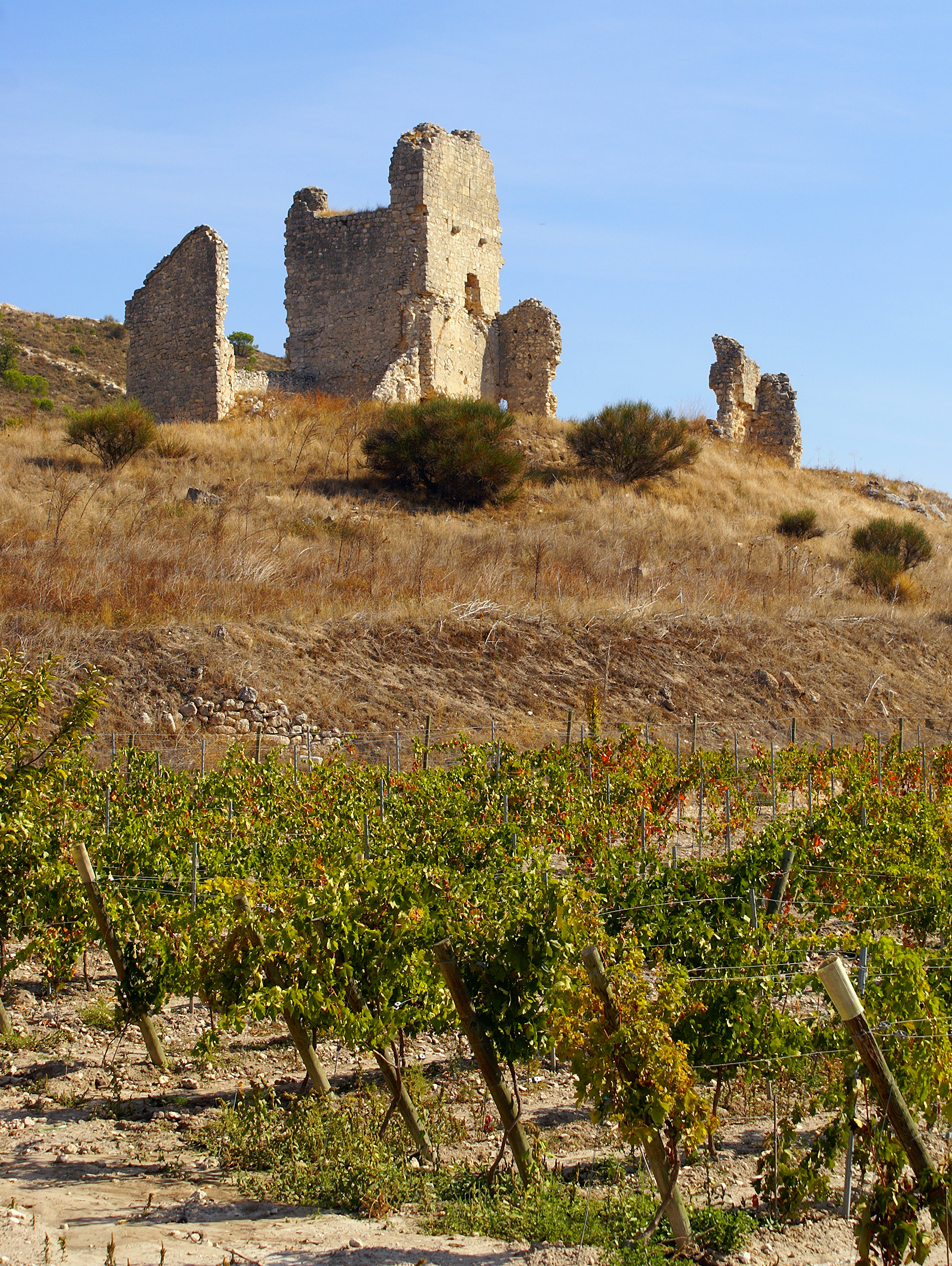
Ruinas de la iglesia de San Pedro, cerrada a finales del siglo XVIII. Las ruinas se conocen como "Los Castillos".

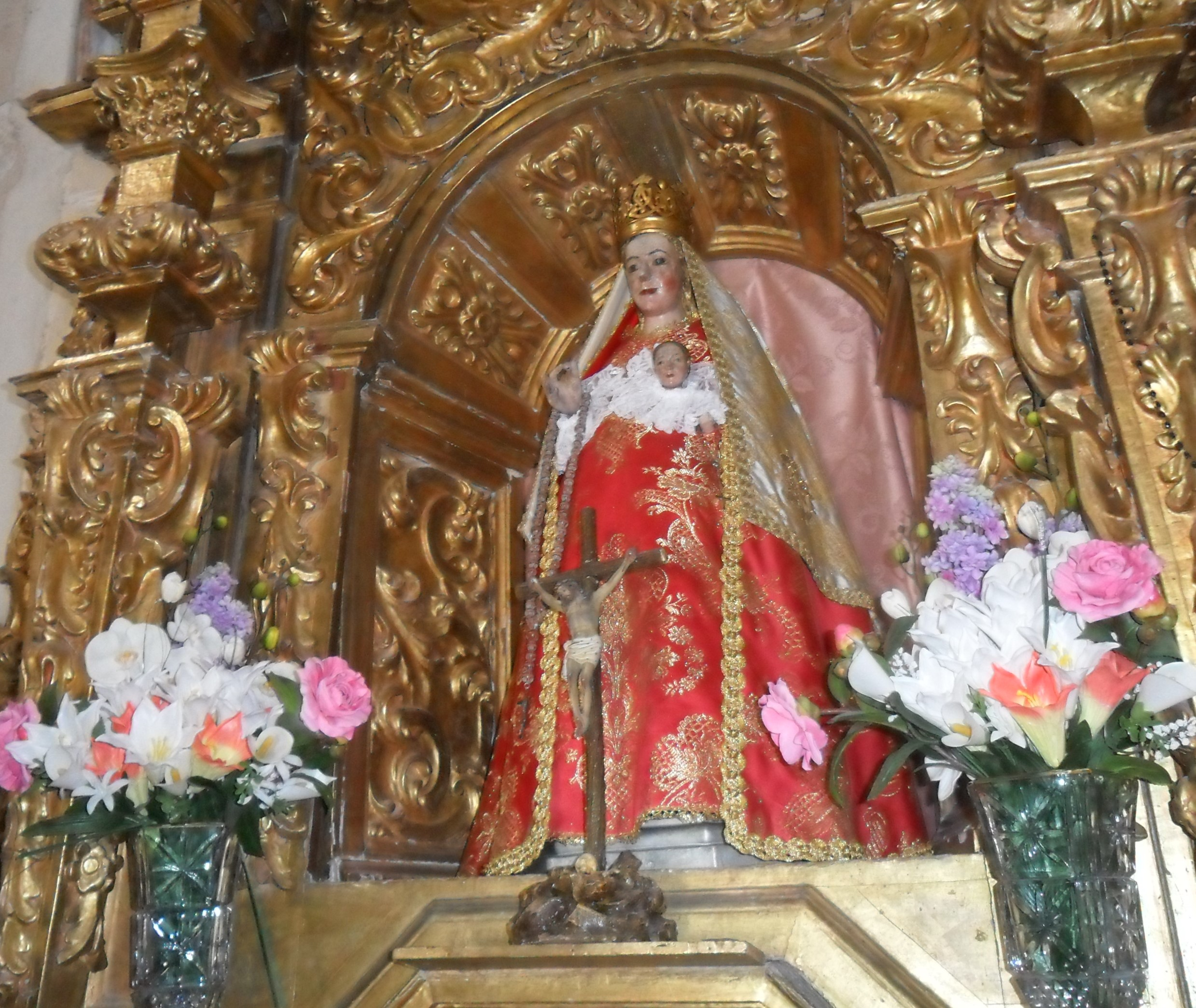
Nª S.ª de los Remedios o de las Batallas